# Јаша Алмули
Јаша Алмули (Букурешт, 25. август 1918– Лондон, 2013), био је новинар, публициста, председник Јеврејске општине Београд, и аутор пет књига.

## Биографија
Његов отац био је београдски трговац рођен у Шапцу, Исак-Жак, а мајка Софија, рођена Коен. Завршио је Основну школу код Саборне цркве и Другу мушку гимназију у Београду. Студирао је технологију на Техничком факултету у Београду (1936 –1941). 

### Предратни и ратни период
Као средњошколац био је активан у левичарској ционистичкој омладинској организацији Хашомер хацаир, коју је напустио са 16 година. Постао је члан Савеза комунистичке омладине Југославије 1934. године. На Универзитету припадао је левом студентском покрету Народни студенти. Члан Комунистичке партије Југославије постао је 1938. године.  У предратном периоду био је хапшен због политичког деловања и провео је месец дана у београдском затвору Главњача.  У јесен 1941. године, његова фотографија била је изложена на Антимасонској и антикомунистичкој изложби у Београду. 
Бомбардовани Београд напустио је 6. априла 1941. године, са сестром и неколико рођака. Преко западне Србије и Сарајева стигли су у Которски залив. Сместили су се у Прчњу, у летовалишту Јеврејског женског друштва из Београда. Из Прчња, Италијани су их, крајем јула 1941. године, спровели у Албанију, у логор код Каваје. Почетком новембра исте године пребацили су их у Бари, а затим возом у Калабрију, до логора Ферамонти. Једно време провео је у слободној конфинацији у Мирандоли, крај Модене. Почетком 1943. године из Италије, са породицом, одлетео је за Мадрид, у коме су остали годину дана. Одатле одлазе за Хаифу, у Палестину, која је тад била под британском управом. Радио је привремено у хемијском погону, али се после три месеца пребацио за Египат, где је приступио тенковској бригади Народноослободилачке војске Југославије. 
Са тенковском јединицом дошао је до ослобођеног југа Италије, одакле је упућен на острво Вис. Радио је као пропагандиста у штабу II далматинске бригаде. На лични захтев послат је у Србију, где је прво био борац па водник у ХI српској бригади. Премештен је у Пропагандно одељење Врховног штаба Народноослобилачке војске Југославије и партизанских одреда Југославије. Након тога упућен је у Одељење за везу са страним војним мисијама.

### Новинарска каријера
Септембра 1945. године, по налогу Агитпропа премештен је у агенцију Танјуг, где је радио као помоћник уредника спољнополитичке службе. Затим, руководио је службом Емисија вести за иностранство и потом службом Унутрашњих вести. Био је специјални извештач Танјуга са Мировне конференције у Паризу 1946. године. Дописник ове агенције из Бразила био је први пут од 1952. до 1956. године. Радио је једно време у информативном центру при југословенској амбасади.
По повратку из Бразила био је, у Борби, спољнополитички коментатор (1956–1959). По други пут послат је у Бразил 1959. године, одакле је слао новинске извештаје Танјугу и Борби. Вратио се у Београд 1963. године у Танјуг, где је поново водио службу Емисија вести за иностранство. Исте године, објавио је дело Бразил: путеви еманципације. Друго важно дело јесте Војници на сцени Латинске Америке, које је објавио 1964. године. Затим, постао је дописник Танјуга из Вашингтона (1967–1970). Након тога је у Лондону био шеф Одељења за информације Међународне корпорације за инвестиције у Југославији (1970–1975). У тој корпорацији радио је у Београду до пензионисања (1978). Од тада делује као слободан новинар. Писао је за Економску политику и на ТВ Београд давао коментаре о економским темама. Предавао је домаћим и страним новинарима на Институту за новинарство у Београду. 
Био је члан Удружења новинара Србије. Потпредседник председништва Удружења новинара Србије био је од 1958. до 1960. године. Учествовао је у раду Комисије и редакције за усмене новине (1958), био је председник Секције спољнополитичких новинара (1965). На VI конгресу Савеза новинара Југославије (1965) био је изабран за члана Савезног одбора. 
Преводио је за Енциклопедију наивне уметности света (1984). Писао је за часопис Социјализам у свету (1986–1988) и за зборник Безбедност и одбрана несврстаних земаља (1989).
Крајем осамдесетих година 20. века укључио се активније у рад јеврејске заједнице. Започео је са снимањем сведочанстава оних који су преживели Холокауст. На основу тих исказа и историјских истраживања објавио је у Политици фељтон Живот и страдања наших Јевреја (април / мај 1989). Током 1998. године у НИН-у објавио је фељтон Сведочанства: Да ли су четници заиста убијали Јевреје, такође настао на основу сведочења преживелих.
Наставио је са прикупљањем сведочанстава и у периоду од 1989. до 1997. године снимио је разговоре са преко стотину Јевреја из различитих делова Југославије и око седамдесет преживелих грчких Јевреја. Из ових сведочанстава настале су књиге Живи и мртви: разговори с Јеврејима и Јеврејке говоре. Књига Јевреји и Срби у Јасеновцу објављена је 2009. године,  Страдање и спашавање српских Јевреја 2010. године, а последња књига Остали су живи издата је 2013. године. 
У Политици је током 1993. године објавио фељтон Стварање великих лажи о Србији и Србима којим је побијао медијске лажи против Србије. 

### Вођење Јеврејске општине Београд
Од 1989. до 1992. године био је председник Јеврејске општине Београд. Током тог периода обављени су радови на синагоги и гробљанској капели. Споменик Нандор Глида Менора у пламену, посвећен жртвама нацизма у Србији, подигнут је на његову иницијативу на обали Дунава 1990. године. Био је међу оснивачима Кризног штаба ЈОБ и СЈОЈ 1991. године. Одликован је Орденом рада I степена. 
Преминуо је у Лондону 2013. године, у 96. години живота.